# 메이저 리그 베이스볼 최우수 선수상

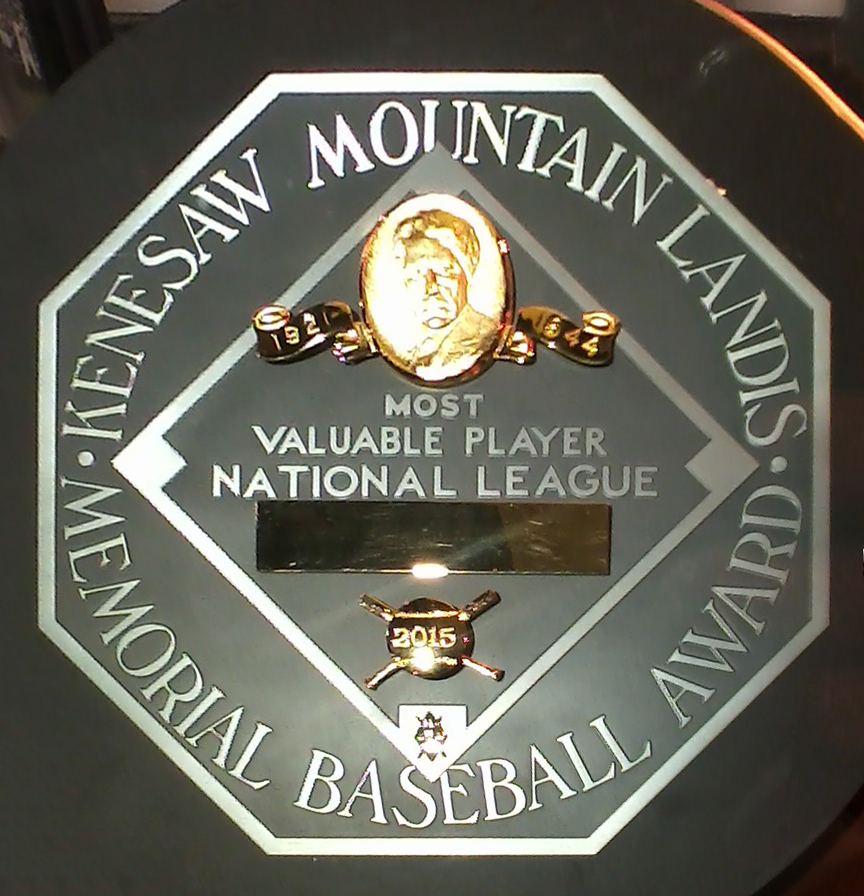
2015년 내셔널 리그 베이스볼 최우수 선수상

메이저 리그 베이스볼 최우수 선수상 (MVP)은 매년 아메리칸 리그와 내셔널 리그에서 뛰어난 성적을 기록한 선수 한 명에게 수여되는 메이저 리그 베이스볼 (MLB) 상이다. 1931년부터, 미국야구기자협회 (BBWAA)에서 상을 수여하고 있다. 2020년까지는, 수상자들은 1920년부터 1945년 11월 25일 사망할 때까지 메이저 리그의 첫 커미셔너를 맡았던 케네소 마운틴 랜디스에게서 이름을 딴  케네소 마운틴 랜디스 기념 야구상을 받았다. 몇몇 전 MVP 수상자들이 BBWAA에 그가 MLB 인종 통합에 반대한 것에 대해서 항의했고, 1944년부터 쓴 랜디스의 이름은 2020년부터 MVP 트로피에서 사라졌다.
MVP 투표는 포스트시즌 전에 실시되지만 결과는 월드시리즈 종료 이후 발표된다. BBWAA는 1938년 각 리그 도시 당 3명의 기자가 투표하는 것으로 시작했고 1961년에는 리그 도시 당 2명으로 줄였다. BBWAA는 "최우수"의 뜻을 명확하게 정하지 않고, 투표자 개개인에게 판단을 맡긴다.
내야수 중에서는 1루수가 34명으로 가장 많이 MVP를 수상했고, 그 다음으로 2루수 (16), 3루수 (15), 유격수 (15) 순으로 수상되었다. MVP를 수상한 투수 25인 중 15명이 우완 투수이고 10명이 좌완 투수이다. 투수 중에서는 월터 존슨, 칼 허벨, 할 뉴하우저 이 셋만이 두 차례 이상 MVP를 수상했다. 뉴하우저는 1944년과 1945년, 2년 연속으로 MVP를 받았다.
행크 그린버그, 스탠 뮤지얼, 알렉스 로드리게스, 로빈 욘트는 서로 다른 포지션으로 MVP가 된 선수이다. 이 중 로드리게스는 유일하게 서로 다른 두 팀에서 서로 다른 두 포지션으로 MVP를 수상한 선수이다. 배리 본즈는 가장 많은 MVP를 수상횟수 (7)를 가지고 있으며, 최다 연속 수상자 (4년 연속: 2001–04)이다. 지미 폭스는 최초로 두번의 MVP를 수상한 선수이다. 10명이 세 차례 MVP를 차지했고 두 차례 MVP를 수상한 선수는 19명이다. 프랭크 로빈슨은 내셔널 리그와 아메리칸 리그에서 모두 MVP를 수상한 유일한 선수이다.
MVP 투표에서 동률이 나온 것은 키스 에르난데스와 윌리 스타젤이 같은 점수를 받은 1979년 내셔널 리그 수상이 유일하다. 지금까지 19명의 만장일치 수상자가 모든 1위 표를 받았다. 뉴욕 양키스에서 가장 많은 수상자인 22명이 나왔고, 그 뒤로 세인트루이스 카디널스가 19명의 수상자를 배출했다. 애리조나 다이아몬드백스, 뉴욕 메츠, 탬파베이 레이스 이 세 팀은 아직까지 MVP가 나오지 않은 팀이다.
최근 10년 동안, 투수 수상자가 희귀해졌다. 오타니 쇼헤이가 2021년에 AL MVP를 수상했는데, 클레이튼 커쇼가 2014년에 MVP를 받은 이후 첫 MVP였다. 아메리칸 리그로 따지면, 2011년 저스틴 벌랜더 이후 처음이다. 오타니는 처음으로 MVP를 수상한 투타겸업 선수이기도 하다.

## 차머스 상 (1911년~1914년)

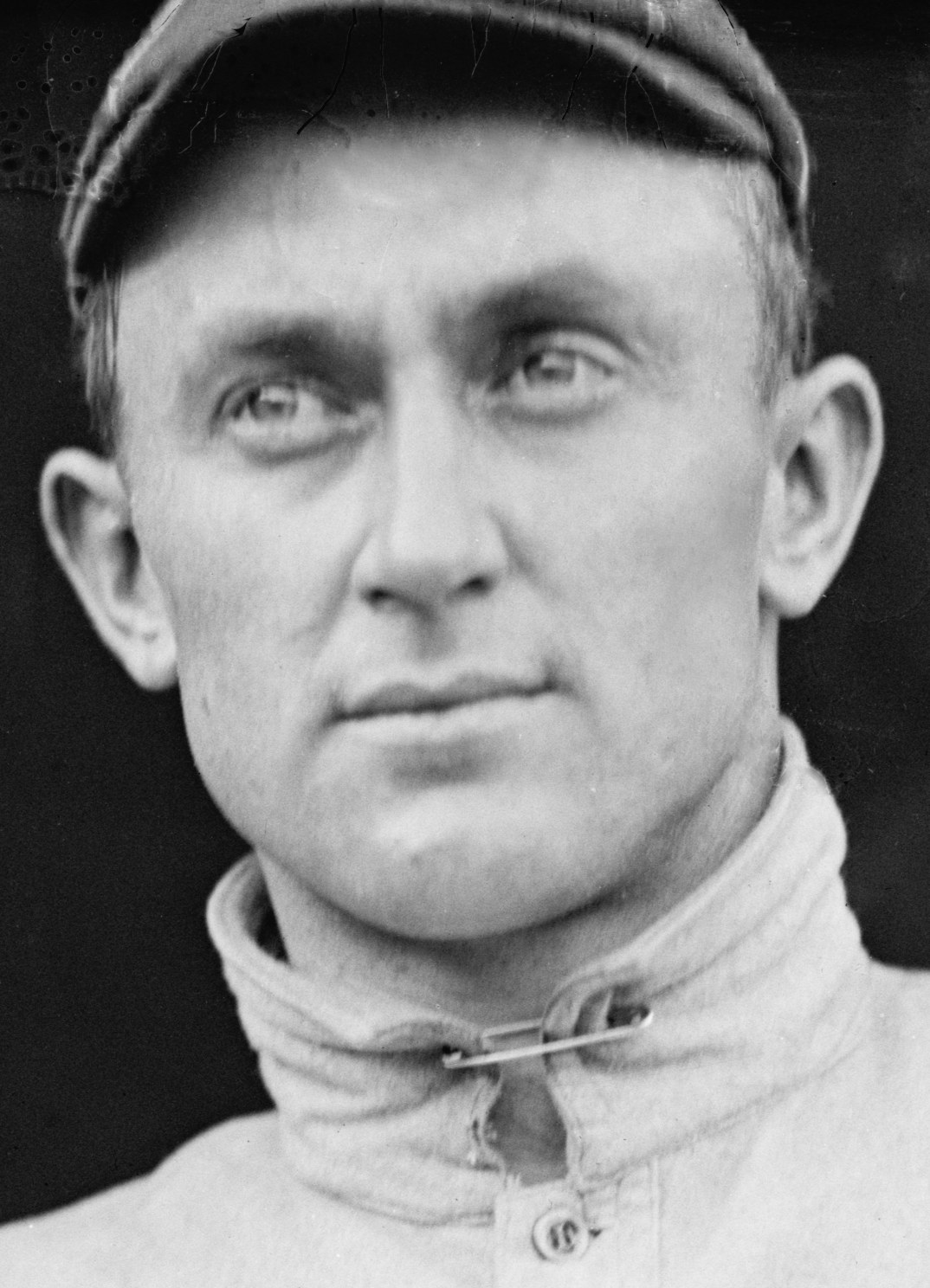
타이 콥은 1911년에 아메리칸 리그의 첫 차머스 상을 수상했다. 그리고 이전 시즌의 수상 논란의 중심이기도 했다.

1910년 시즌 전, 차머스 오토모빌의 휴 차머스는 메이저 리그 베이스볼 시즌 종료 시까지 가장 높은 타율을 기록하는 선수에게 차머스 모델 30을 주겠다고 발표했다. 이미지 좋지 않은 디트로이트 타이거스의 타이 콥과 클리블랜드 인디언스의 냅 라조이는 1910년 메이저 리그 타격왕을 두고 경쟁했다. 시즌 마지막 날, 라조이는 세인트루이스 브라운스와의 경기에서 일곱 차례 번트 안타를 기록하며 콥의 타율을 넘어섰다. 아메리칸 리그 사무국장 밴 존슨은 재검토 결과 콥이 더 높은 타율을 기록했다 발표했고, 차머스는 두 선수 모두에게 차를 수여하였다.
다음 시즌, 차머스는 차머스 상을 만들었다. 시즌 종료 후 야구기자협회는 "구단과 리그에서 가장 중요하고 훌륭한 선수"의 결정을 위해 소집되었다. 차머스 상은 차머스가 기대한 만큼의 광고 효과가 없었고 1914년 이후 중단되었다.
| 연도 | 아메리칸 리그 수상자 | 팀                    | 포지션 | 내셔널 리그 수상자 | 팀                | 포지션 | 출처   |
| ---- | -------------------- | --------------------- | ------ | ------------------ | ----------------- | ------ | ------ |
| 1911 | 타이 콥              | 디트로이트 타이거스   | OF     | 프랭크 슐트        | 시카고 컵스       | OF     | [ 17 ] |
| 1912 | 트리스 스피커        | 보스턴 레드삭스       | OF     | 래리 도일          | 뉴욕 자이언츠     | 2B     | [ 18 ] |
| 1913 | 월터 존슨            | 워싱턴 내셔널스       | RHP    | 제이크 도버트      | 브루클린 다저스   | 1B     | [ 19 ] |
| 1914 | 에디 콜린스          | 필라델피아 애슬레틱스 | 2B     | 조니 에버스        | 보스턴 브레이브스 | 2B     | [ 20 ] |

## 리그 상 (1922년~1929년)

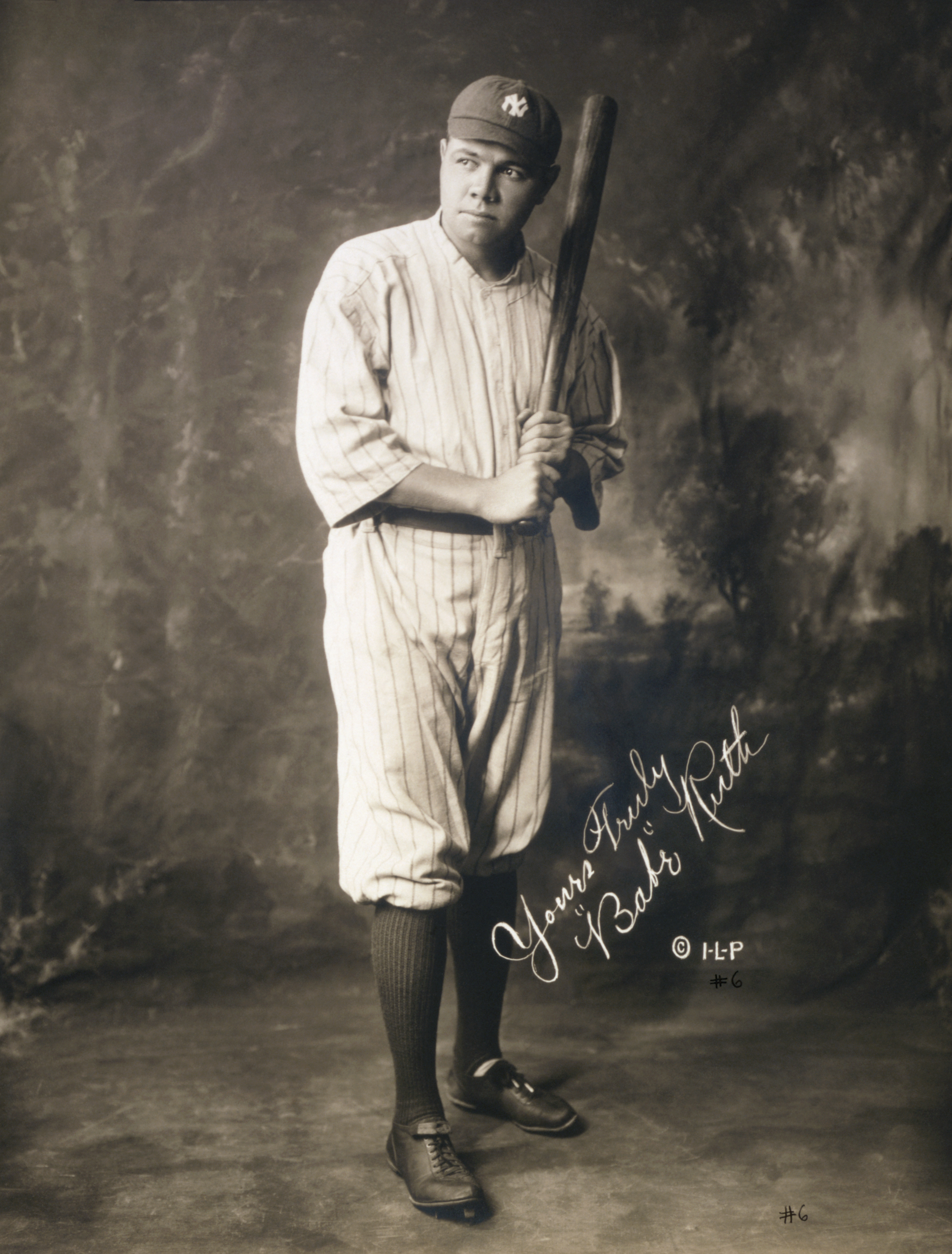
1923년에 MVP를 수상했던 베이브 루스는 아메리칸 리그의 수상 규칙 때문에 60 홈런을 기록한 1927년 시즌 MVP 수상 자격을 가지지 못했다.

1922년 아메리칸 리그는 "구단에 가장 큰 공헌을 한 선수"에게 수상할 새 상을 만들었다. 제임스 크루신베리가 협회장을 맡고 있는 야구 기자 8명으로 구성된 협회의 투표 결과로 선출된 수상자들은 동메달과 상금을 받았다. 투표자들은 각 팀에서 한 명의 선수를 골라야 했는데, 플레잉 코치와 이전 수상자들은 그 대상이 아니었다. 유명하게도, 이러한 기준 때문에 1928년에 폐지되기 전까지 베이브 루스가 MVP를 단 한 차례밖에 수상하지 못하게 되었다. 내셔널 리그 MVP는 이러한 제한 없이 1924년부터 1929년까지 진행되었다.
| 연도 | 아메리칸 리그 수상자 | 팀                    | 포지션 | 내셔널 리그 수상자 | 팀                    | 포지션 | 출처   |
| ---- | -------------------- | --------------------- | ------ | ------------------ | --------------------- | ------ | ------ |
| 1922 | 조지 시슬러          | 세인트루이스 카디널스 | 1B     | —                  | —                     | —      | [ 24 ] |
| 1923 | 베이브 루스§         | 뉴욕 양키스           | OF     | —                  | —                     | —      | [ 25 ] |
| 1924 | 월터 존슨 (2)        | 워싱턴 세너터스       | RHP    | 대지 밴스          | 브루클린 로빈스       | RHP    | [ 26 ] |
| 1925 | 로저 페칸포          | 워싱턴 세너터스       | SS     | 로저스 혼즈비      | 세인트루이스 카디널스 | 2B     | [ 27 ] |
| 1926 | 조지 번스            | 클리블랜드 인디언스   | 1B     | 밥 오패럴          | 세인트루이스 카디널스 | C      | [ 28 ] |
| 1927 | 루 게릭              | 뉴욕 양키스           | 1B     | 폴 웨이너          | 피츠버그 파이리츠     | OF     | [ 29 ] |
| 1928 | 미키 코크런          | 필라델피아 애슬레틱스 | C      | 짐 보텀리          | 세인트루이스 카디널스 | 1B     | [ 30 ] |
| 1929 | —                    | —                     | —      | 로저스 혼즈비(2)   | 시카고 컵스           | 2B     | [ 31 ] |

## 미국야구기자협회의 최우수 선수상 (1931년~현재)
BBWAA는 내셔널 리그가 리그 상을 수여한 방식으로 1931년 시즌 종료 후 처음으로 지금의 MVP를 시상했다. 도시마다 기자 한 명이 1위부터 10위까지의 투표하여 1위 표는 10점, 2위 표는 9점을 주는 식으로 10위까지에게 점수를 주는 형식이다. 1938년, BBWAA는 투표자 수를 도시당 3명으로 늘리고 1위 표에 14점을 주었다. 그 이후 1961년에 유일하게 의미있는 변화가 일어났다. 투표자의 수가 리그 도시당 2명으로 줄어든 것이었다.

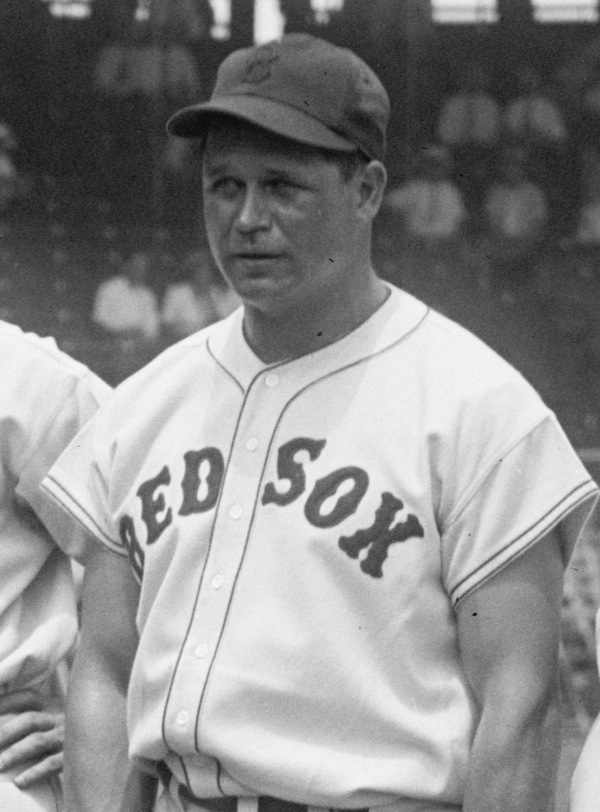
지미 폭스는 처음으로 세번의 MVP를 수상한 선수이다.

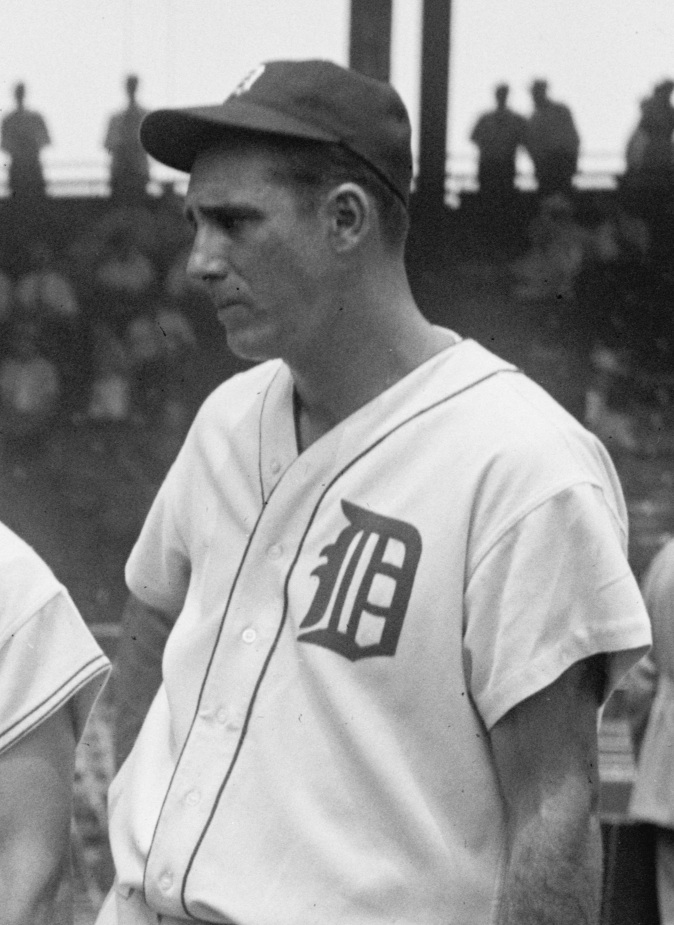
명예의 전당에 헌액되고 두번의 MVP를 수상한 행크 그린버그는 처음으로 서로 다른 두 포지션에서 MVP를 수상했다.(1루수와 외야수)

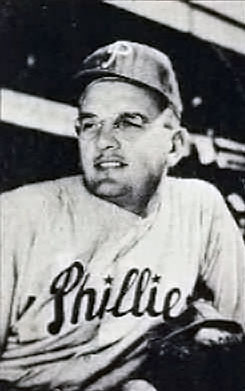
1950년에 MVP가 된 짐 콘스탄티는 유일한 내셔널 리그 중간계투 MVP이다.

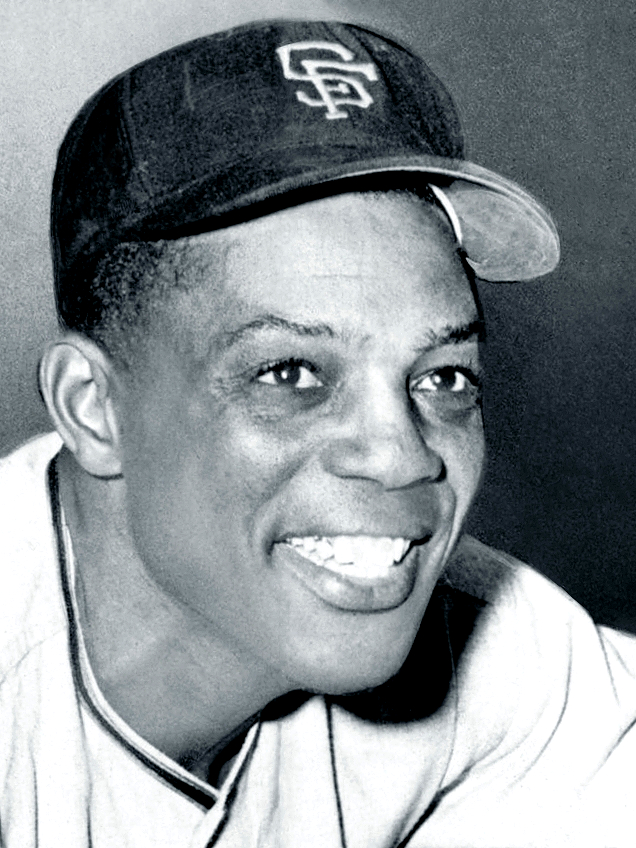
명예의 전당 헌액자 윌리 메이스는 1954년과 1965년에 다른 연고지를 둔 같은 팀에서 수상했다.

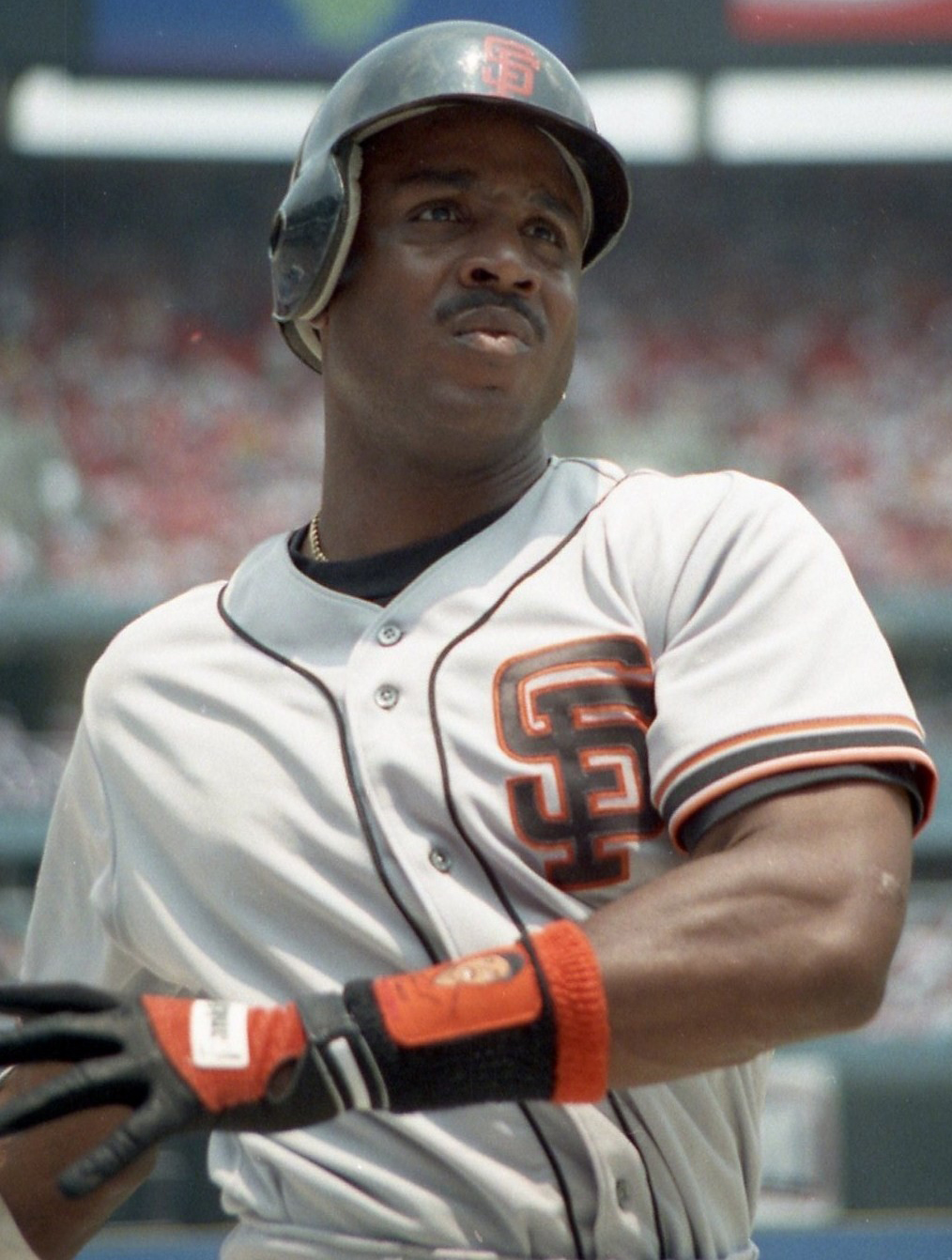
배리 본즈의 MVP 7회 수상은 가장 많은 수상 횟수이다.

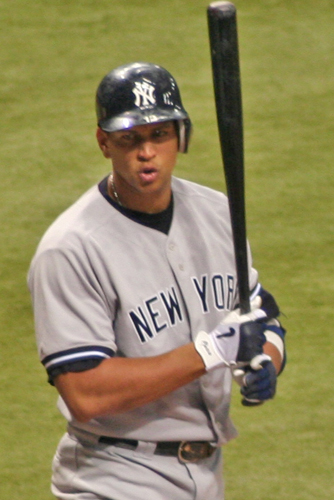
알렉스 로드리게스는 서로 다른 두 팀에서 서로 다른 두 포지션으로 MVP를 수상했다.

앨버트 푸홀스는 세인트루이스 카디널스 소속 1루수로 세번의 MVP를 수상했다.

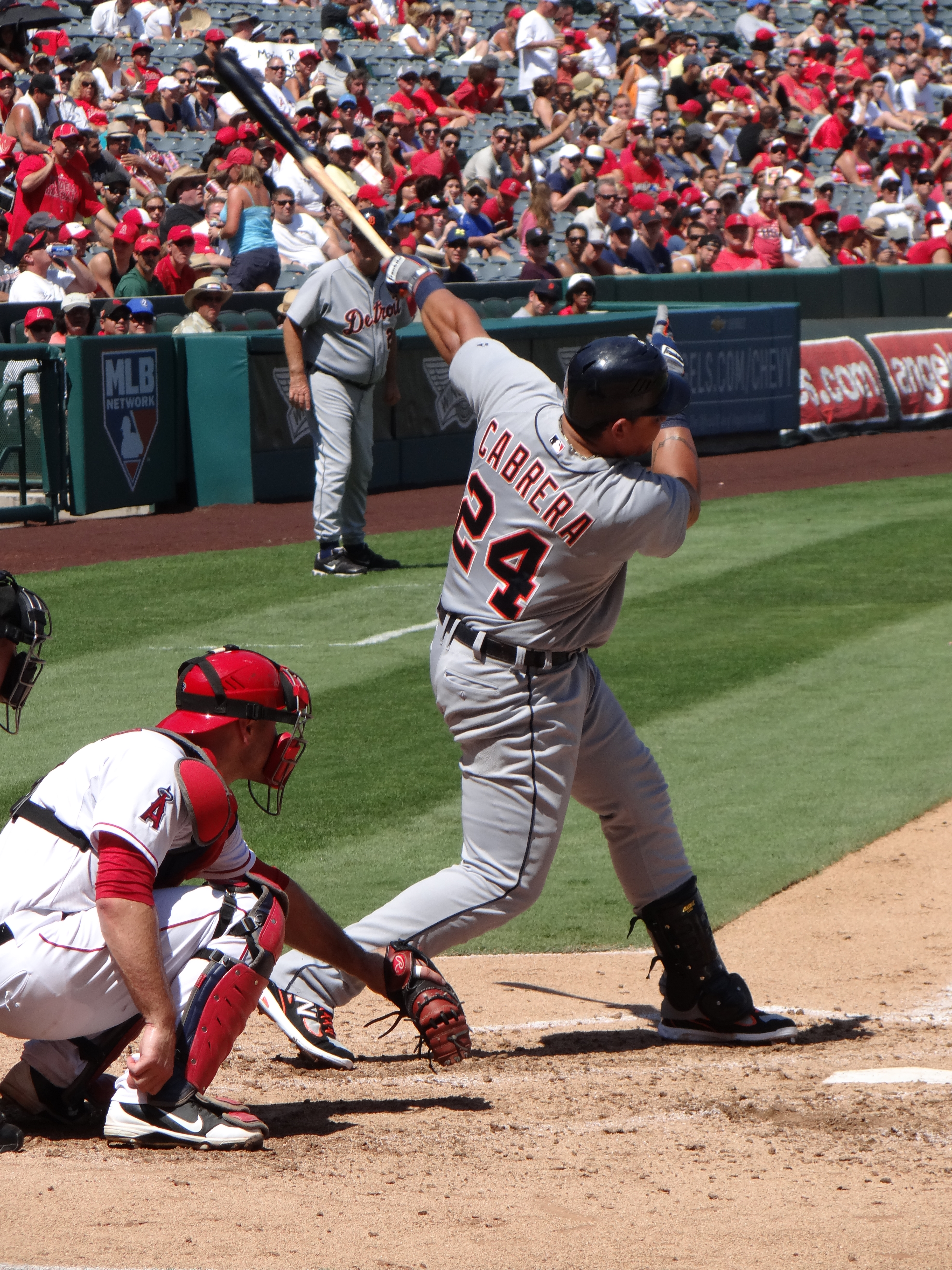
미겔 카브레라는 2012년과 2013년에 백투백으로 AL MVP를 수상했다.

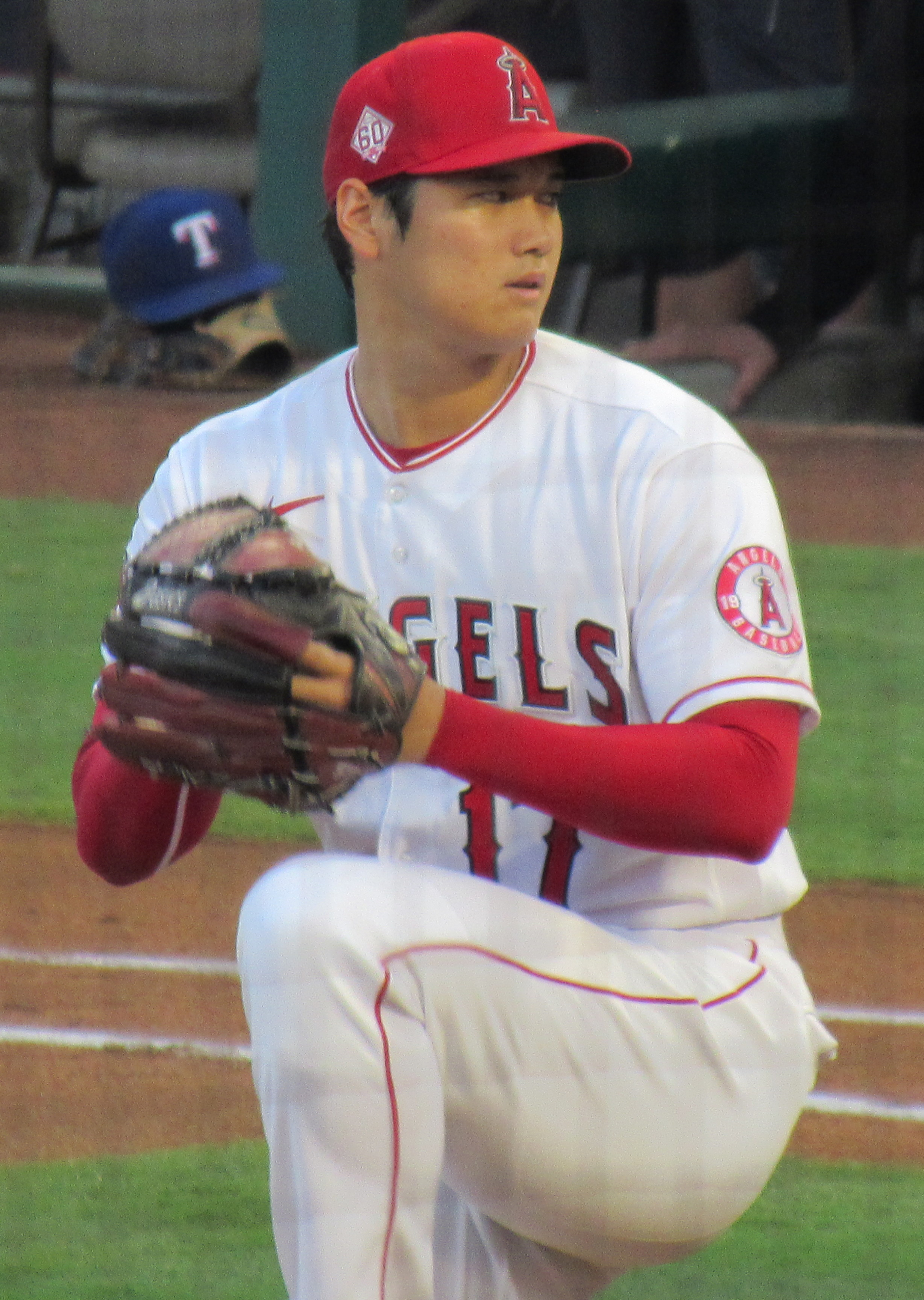
2021년 AL MVP 수상자 오타니 쇼헤이는 MVP를 수상한 최초의 투타겸업 선수이다.

| 연도 | 아메리칸 리그 수상자  | 팀                     | 포지션 | 내셔널 리그 수상자     | 팀                     | 포지션 | 출처            |
| ---- | --------------------- | ---------------------- | ------ | ---------------------- | ---------------------- | ------ | --------------- |
| 1931 | 레프티 그로브†        | 필라델피아 애슬레틱스* | LHP    | 프랭키 프리시†         | 세인트루이스 카디널스* | 2B     | [ 32 ]          |
| 1932 | 지미 폭스†            | 필라델피아 애슬레틱스  | 1B     | 척 클라인†             | 필라델피아 필리스      | OF     | [ 33 ]          |
| 1933 | 지미 폭스† (2)        | 필라델피아 애슬레틱스  | 1B     | 칼 허벨†               | 뉴욕 자이언츠*         | LHP    | [ 34 ]          |
| 1934 | 미키 코크런† (2)      | 디트로이트 타이거스*   | C      | 디지 딘†               | 세인트루이스 카디널스* | RHP    | [ 35 ]          |
| 1935 | 행크 그린버그†§       | 디트로이트 타이거스*   | 1B     | 개비 하트넷†           | 시카고 컵스*           | C      | [ 36 ]          |
| 1936 | 루 게릭† (2)          | 뉴욕 양키스*           | 1B     | 칼 허벨†§ (2)          | 뉴욕 자이언츠*         | LHP    | [ 37 ]          |
| 1937 | 찰리 게링거†          | 디트로이트 타이거스    | 2B     | 조 메드윅†             | 세인트루이스 카디널스  | OF     | [ 38 ]          |
| 1938 | 지미 폭스† (3)        | 보스턴 레드삭스        | 1B     | 어니 롬바디†           | 신시내티 레즈          | C      | [ 39 ]          |
| 1939 | 조 디마지오†          | 뉴욕 양키스*           | OF     | 버키 월터스            | 신시내티 레즈*         | RHP    | [ 40 ]          |
| 1940 | 행크 그린버그† (2)    | 디트로이트 타이거스*   | OF     | 프랭크 맥코믹          | 신시내티 레즈*         | 1B     | [ 41 ]          |
| 1941 | 조 디마지오† (2)      | 뉴욕 양키스*           | OF     | 돌프 캐밀리            | 브루클린 다저스*       | 1B     | [ 42 ]          |
| 1942 | 조 고든†              | 뉴욕 양키스*           | 2B     | 모트 쿠퍼              | 세인트루이스 카디널스* | RHP    | [ 43 ]          |
| 1943 | 스퍼드 챈들러         | 뉴욕 양키스*           | RHP    | 스탠 뮤지얼†           | 세인트루이스 카디널스* | OF     | [ 44 ]          |
| 1944 | 할 뉴하우저†          | 디트로이트 타이거스    | LHP    | 마티 매리언            | 세인트루이스 카디널스* | SS     | [ 45 ]          |
| 1945 | 할 뉴하우저† (2)      | 디트로이트 타이거스*   | LHP    | 필 카바레타            | 시카고 컵스*           | 1B     | [ 46 ]          |
| 1946 | 테드 윌리엄스†        | 보스턴 레드삭스*       | OF     | 스탠 뮤지얼† (2)       | 세인트루이스 카디널스* | 1B     | [ 47 ]          |
| 1947 | 조 디마지오† (3)      | 뉴욕 양키스*           | OF     | 밥 엘리어트            | 보스턴 브레이브스      | 3B     | [ 48 ]          |
| 1948 | 루 부드로†            | 클리블랜드 인디언스*   | SS     | 스탠 뮤지얼† (3)       | 세인트루이스 카디널스  | OF     | [ 49 ]          |
| 1949 | 테드 윌리엄스† (2)    | 보스턴 레드삭스        | OF     | 재키 로빈슨†           | 브루클린 다저스*       | 2B     | [ 50 ]          |
| 1950 | 필 리주토†            | 뉴욕 양키스*           | SS     | 짐 콘스탄티            | 필라델피아 필리스*     | RHP    | [ 51 ]          |
| 1951 | 요기 베라†            | 뉴욕 양키스*           | C      | 로이 캄파넬라†         | 브루클린 다저스        | C      | [ 52 ]          |
| 1952 | 보비 츠               | 필라델피아 애슬레틱스  | LHP    | 행크 사우어            | 시카고 컵스            | OF     | [ 53 ]          |
| 1953 | 알 로젠§              | 클리블랜드 인디언스    | 3B     | 로이 캄파넬라† (2)     | 브루클린 다저스*       | C      | [ 54 ]          |
| 1954 | 요기 베라† (2)        | 뉴욕 양키스            | C      | 윌리 메이스†           | 뉴욕 자이언츠*         | OF     | [ 55 ]          |
| 1955 | 요기 베라† (3)        | 뉴욕 양키스*           | C      | 로이 캄파넬라† (3)     | 브루클린 다저스*       | C      | [ 56 ]          |
| 1956 | 미키 맨틀†§           | 뉴욕 양키스*           | OF     | 돈 뉴컴                | 브루클린 다저스*       | RHP    | [ 57 ]          |
| 1957 | 미키 맨틀† (2)        | 뉴욕 양키스*           | OF     | 행크 에런†             | 밀워키 브레이브스*     | OF     | [ 58 ]          |
| 1958 | 재키 젠슨             | 보스턴 레드삭스        | OF     | 어니 뱅크스†           | 시카고 컵스            | SS     | [ 59 ]          |
| 1959 | 넬리 폭스†            | 시카고 화이트삭스*     | 2B     | 어니 뱅크스† (2)       | 시카고 화이트삭스      | SS     | [ 60 ]          |
| 1960 | 로저 메리스           | 뉴욕 양키스*           | OF     | 딕 그로트              | 피츠버그 파이리츠*     | SS     | [ 61 ]          |
| 1961 | 로저 메리스 (2)       | 뉴욕 양키스*           | OF     | 프랭크 로빈슨†         | 신시내티 레즈*         | OF     | [ 62 ]          |
| 1962 | 미키 맨틀† (3)        | 뉴욕 양키스*           | OF     | 마우리 윌스            | 로스앤젤레스 다저스    | SS     | [ 63 ]          |
| 1963 | 엘스턴 하워드         | 뉴욕 양키스*           | C      | 샌디 쿠팩스†           | 로스앤젤레스 다저스*   | LHP    | [ 64 ]          |
| 1964 | 브룩스 로빈슨†        | 볼티모어 오리올스      | 3B     | 켄 보이어              | 세인트루이스 카디널스* | 3B     | [ 65 ]          |
| 1965 | 소알로 베르사예스     | 미네소타 트윈스*       | SS     | 윌리 메이스† (2)       | 샌프란시스코 자이언츠  | OF     | [ 66 ]          |
| 1966 | 프랭크 로빈슨†§ (2)   | 볼티모어 오리올스*     | OF     | 로베르토 클레멘테†     | 피츠버그 파이리츠      | OF     | [ 67 ]          |
| 1967 | 칼 야스트렘스키†      | 보스턴 레드삭스*       | OF     | 올랜도 세페다†§        | 세인트루이스 카디널스* | 1B     | [ 68 ]          |
| 1968 | 데니 맥클레인§        | 디트로이트 타이거스*   | RHP    | 밥 깁슨†               | 세인트루이스 카디널스* | RHP    | [ 69 ]          |
| 1969 | 하먼 킬러브루†        | 미네소타 트윈스        | 3B     | 윌리 맥코비†           | 샌프란시스코 자이언츠  | 1B     | [ 70 ]          |
| 1970 | 부그 파웰             | 볼티모어 오리올스*     | 1B     | 조니 벤치†             | 신시내티 레즈*         | C      | [ 71 ]          |
| 1971 | 바이다 블루           | 오클랜드 애슬레틱스    | LHP    | 조 토리†[c]            | 세인트루이스 카디널스  | 3B     | [ 72 ]          |
| 1972 | 딕 앨런               | 시카고 화이트삭스      | 1B     | 조니 벤치† (2)         | 신시내티 레즈*         | C      | [ 73 ]          |
| 1973 | 레지 잭슨†§           | 오클랜드 애슬레틱스*   | OF     | 피트 로즈              | 신시내티 레즈          | OF     | [ 74 ]          |
| 1974 | 제프 버로스           | 텍사스 레인저스        | OF     | 스티브 가비            | 로스앤젤레스 다저스*   | 1B     | [ 75 ]          |
| 1975 | 프레드 린             | 보스턴 레드삭스*       | OF     | 조 모건†               | 신시내티 레즈*         | 2B     | [ 76 ]          |
| 1976 | 서먼 먼슨             | 뉴욕 양키스*           | C      | 조 모건† (2)           | 신시내티 레즈*         | 2B     | [ 77 ]          |
| 1977 | 로드 커루†            | 미네소타 트윈스        | 1B     | 조지 포스터            | 신시내티 레즈          | OF     | [ 78 ]          |
| 1978 | 짐 라이스†            | 보스턴 레드삭스        | OF     | 데이브 파커            | 피츠버그 파이리츠      | OF     | [ 79 ]          |
| 1979 | 돈 베일러             | 캘리포니아 에인절스    | LF/DH  | 키스 에르난데스[d]     | 세인트루이스 카디널스  | 1B     | [ 13 ]          |
| 1979 | 돈 베일러             | 캘리포니아 에인절스    | LF/DH  | 윌리 스타젤†[d]        | 피츠버그 파이리츠*     | 1B     | [ 13 ]          |
| 1980 | 조지 브렛†            | 캔자스시티 로열스*     | 3B     | 마이크 슈미트†§        | 필라델피아 필리스*     | 3B     | [ 81 ]          |
| 1981 | 롤리 핑거스†          | 밀워키 브루어스        | RHP    | 마이크 슈미트† (2)     | 필라델피아 필리스      | 3B     | [ 82 ]          |
| 1982 | 로빈 욘트†            | 밀워키 브루어스*       | SS     | 데일 머피              | 애틀랜타 브레이브스    | OF     | [ 83 ]          |
| 1983 | 칼 립켄 주니어†       | 볼티모어 오리올스*     | SS     | 데일 머피              | 애틀랜타 브레이브스    | OF     | [ 84 ]          |
| 1984 | 윌리 에르난데스       | 디트로이트 타이거스*   | LHP    | 라인 샌드버그†         | 시카고 컵스            | 2B     | [ 85 ]          |
| 1985 | 돈 매팅리             | 뉴욕 양키스            | 1B     | 윌리 맥기              | 세인트루이스 카디널스* | OF     | [ 86 ]          |
| 1986 | 로저 클레멘스         | 보스턴 레드삭스*       | RHP    | 마이크 슈미트† (3)     | 필라델피아 필리스      | 3B     | [ 87 ]          |
| 1987 | 조지 벨               | 토론토 블루제이스      | OF     | 안드레 도슨†           | 시카고 컵스            | OF     | [ 88 ]          |
| 1988 | 호세 칸세코§          | 오클랜드 애슬레틱스*   | OF     | 커크 깁슨              | 로스앤젤레스 다저스*   | OF     | [ 89 ]          |
| 1989 | 로빈 욘트† (2)        | 밀워키 브루어스        | OF     | 케빈 미첼              | 샌프란시스코 자이언츠* | OF     | [ 90 ]          |
| 1990 | 리키 헨더슨†          | 오클랜드 애슬레틱스*   | OF     | 배리 본즈              | 피츠버그 파이리츠      | OF     | [ 91 ]          |
| 1991 | 칼 립켄 주니어† (2)   | 볼티모어 오리올스      | SS     | 테리 펜들턴            | 애틀랜타 브레이브스*   | 3B     | [ 92 ]          |
| 1992 | 데니스 에커슬리†      | 오클랜드 애슬레틱스    | RHP    | 배리 본즈 (2)          | 피츠버그 파이리츠      | OF     | [ 93 ]          |
| 1993 | 프랭크 토마스†§       | 시카고 화이트삭스      | 1B     | 배리 본즈 (3)          | 샌프란시스코 자이언츠  | OF     | [ 94 ]          |
| 1994 | 프랭크 토마스† (2)    | 시카고 화이트삭스      | 1B     | 제프 배그웰†§          | 휴스턴 애스트로스      | 1B     | [ 95 ]          |
| 1995 | 모 본                 | 보스턴 레드삭스        | 1B     | 배리 라킨†             | 신시내티 레즈          | SS     | [ 96 ]          |
| 1996 | 후안 곤잘레스         | 텍사스 레인저스        | OF     | 켄 캐미니티§           | 샌디에이고 파드리스    | 3B     | [ 97 ]          |
| 1997 | 켄 그리피 주니어†§    | 시애틀 매리너스        | OF     | 래리 워커†             | 콜로라도 로키스        | OF     | [ 98 ]          |
| 1998 | 후안 곤잘레스 (2)     | 텍사스 레인저스        | OF     | 새미 소사              | 시카고 컵스            | OF     | [ 99 ]          |
| 1999 | 이반 로드리게스†      | 텍사스 레인저스        | C      | 치퍼 존스†             | 애틀랜타 브레이브스*   | 3B     | [ 100 ]         |
| 2000 | 제이슨 지암비         | 오클랜드 애슬레틱스    | 1B     | 제프 켄트              | 샌프란시스코 자이언츠  | 2B     | [ 101 ]         |
| 2001 | 스즈키 이치로         | 시애틀 매리너스        | OF     | 배리 본즈 (4)          | 샌프란시스코 자이언츠  | OF     | [ 102 ] [ 103 ] |
| 2002 | 미겔 테하다           | 오클랜드 애슬레틱스    | SS     | 배리 본즈§ (5)         | 샌프란시스코 자이언츠* | OF     | [ 104 ]         |
| 2003 | 알렉스 로드리게스     | 텍사스 레인저스        | SS     | 배리 본즈 (6)          | 샌프란시스코 자이언츠  | OF     | [ 105 ]         |
| 2004 | 블라디미르 게레로†    | 애너하임 애인절스      | OF     | 배리 본즈 (7)          | 샌프란시스코 자이언츠  | OF     | [ 106 ]         |
| 2005 | 알렉스 로드리게스 (2) | 뉴욕 양키스            | 3B     | 앨버트 푸홀스^         | 세인트루이스 카디널스  | 1B     | [ 107 ]         |
| 2006 | 저스틴 모노           | 미네소타 트윈스        | 1B     | 라이언 하워드          | 필라델피아 필리스      | 1B     | [ 108 ]         |
| 2007 | 알렉스 로드리게스 (3) | 뉴욕 양키스            | 3B     | 지미 롤린스            | 필라델피아 필리스      | SS     | [ 109 ]         |
| 2008 | 더스틴 페드로이아     | 보스턴 레드삭스        | 2B     | 앨버트 푸홀스^ (2)     | 세인트루이스 카디널스  | 1B     | [ 110 ]         |
| 2009 | 조 마워               | 미네소타 트윈스        | C      | 앨버트 푸홀스^§ (3)    | 세인트루이스 카디널스  | 1B     | [ 103 ] [ 111 ] |
| 2010 | 조시 해밀턴           | 텍사스 레인저스*       | OF     | 조이 보토^             | 신시내티 레즈          | 1B     | [ 112 ] [ 113 ] |
| 2011 | 저스틴 벌랜더^        | 디트로이트 타이거스    | RHP    | 라이언 브론            | 밀워키 브루어스        | OF     | [ 114 ] [ 115 ] |
| 2012 | 미겔 카브레라^        | 디트로이트 타이거스*   | 3B     | 버스터 포지            | 샌프란시스코 자이언츠* | C      | [ 116 ] [ 117 ] |
| 2013 | 미겔 카브레라^ (2)    | 디트로이트 타이거스    | 3B     | 앤드루 매커친^         | 피츠버그 파이리츠      | OF     | [ 118 ] [ 119 ] |
| 2014 | 마이크 트라우트^§     | 로스앤젤레스 에인절스  | OF     | 클레이턴 커쇼^         | 로스앤젤레스 다저스    | LHP    | [ 120 ] [ 121 ] |
| 2015 | 조시 도날드슨^        | 토론토 블루제이스      | 3B     | 브라이스 하퍼^§        | 워싱턴 내셔널스        | OF     | [ 122 ] [ 123 ] |
| 2016 | 마이크 트라우트^ (2)  | 로스앤젤레스 에인절스  | OF     | 크리스 브라이언트^     | 시카고 컵스*           | 3B/OF  | [ 124 ]         |
| 2017 | 호세 알투베^          | 휴스턴 애스트로스*     | 2B     | 지안카를로 스탠튼^     | 마이애미 말린스        | OF     | [ 125 ]         |
| 2018 | 무키 베츠^            | 보스턴 레드삭스*       | OF     | 크리스천 옐리치^       | 밀워키 브루어스        | OF     | [ 126 ]         |
| 2019 | 마이크 트라우트^ (3)  | 로스앤젤레스 에인절스  | OF     | 코디 벨린저^           | 로스앤젤레스 다저스    | OF     | [ 127 ]         |
| 2020 | 호세 아브레우^        | 시카고 화이트삭스      | 1B     | 프레디 프리먼^         | 애틀랜타 브레이브스    | 1B     | [ 128 ]         |
| 2021 | 오타니 쇼헤이^§       | 로스앤젤레스 에인절스  | RHP/DH | 브라이스 하퍼^ (2)     | 필라델피아 필리스      | OF     | [ 129 ]         |
| 2022 | 에런 저지^            | 뉴욕 양키스            | OF     | 폴 골드슈미트^         | 세인트루이스 카디널스  | 1B     | [ 130 ]         |
| 2023 | 오타니 쇼헤이^§(2)    | 로스앤젤레스 에인절스  | RHP/DH | 로날드 아쿠냐 주니어^§ | 애틀랜타 브레이브스    | OF     | [ 131 ]         |
| 2024 | 에런 저지^§(2)        | 뉴욕 양키스*           | OF     | 오타니 쇼헤이^§(3)     | 로스앤젤레스 다저스*   | DH     | [ 132 ]         |

## 설명
| 연도          | 해당 연도의 메이저 리그 베이스볼 시즌 문서와 연결됨 |
| 칼표          | 미국 야구 명예의 전당 헌액자                        |
| ^             | 현역 선수[a]                                        |
| §             | 만장일치[b]                                         |
| 선수 이름 (X) | 수상 선수와 수상 횟수                               |
| *             | 정규 리그 우승 팀                                   |
| P             | 투수 (RHP는 오른손잡이; LHP는 왼손잡이)             |
| C             | 포수                                                |
| 1B            | 1루수                                               |
| 2B            | 2루수                                               |
| 3B            | 3루수                                               |
| SS            | 유격수                                              |
| OF            | 외야수                                              |
| DH            | 지명 타자                                           |

## 팀 별 수상자 수
| 팀                                        | 수상 | 연도 |
| ----------------------------------------- | ---- | --- |
| 뉴욕 양키스                               | 24   | 1923, 1927, 1936, 1939, 1941–1943, 1947, 1950, 1951, 1954–1957, 1960–1963, 1976, 1985, 2005, 2007, 2022, 2024         |
| 세인트루이스 카디널스                     | 21   | 1925, 1926, 1928, 1931, 1934, 1937, 1942–1944, 1946, 1948, 1964, 1967, 1968, 1971, 1979, 1985, 2005, 2008, 2009, 2022 |
| 브루클린/로스앤젤레스 다저스              | 15   | 1913, 1924, 1941, 1949, 1951, 1953, 1955, 1956, 1962, 1963, 1974, 1988, 2014, 2019, 2024                              |
| 뉴욕/샌프란시스코 자이언츠                | 14   | 1912, 1933, 1936, 1954, 1965, 1969, 1989, 1993, 2000–2004, 2012                                                       |
| 필라델피아/오클랜드 애슬레틱스            | 13   | 1914, 1928, 1931–1933, 1952, 1971, 1973, 1988, 1990, 1992, 2000, 2002                                                 |
| 신시내티 레즈                             | 12   | 1938–1940, 1961, 1970, 1972, 1973, 1975–1977, 1995, 2010                                                              |
| 디트로이트 타이거스                       | 12   | 1911, 1934, 1935, 1937, 1940, 1944, 1945, 1968, 1984, 2011–2013                                                       |
| 보스턴 레드삭스                           | 12   | 1912, 1938, 1946, 1949, 1958, 1967, 1975, 1978, 1986, 1995, 2008, 2018                                                |
| 시카고 컵스                               | 11   | 1911, 1929, 1935, 1945, 1952, 1958, 1959, 1984, 1987, 1998, 2016                                                      |
| 보스턴/밀워키/애틀란타 브레이브스         | 9    | 1914, 1947, 1957, 1982, 1983, 1991, 1999, 2020, 2023                                                                  |
| 워싱턴 세네터스/미네소타 트윈스           | 8    | 1913, 1924, 1925, 1965, 1969, 1977, 2006, 2009                                                                        |
| 피츠버그 파이리츠                         | 8    | 1927, 1960, 1966, 1978, 1979, 1990, 1992, 2013                                                                        |
| 필라델피아 필리스                         | 8    | 1932, 1950, 1980, 1981, 1986, 2006, 2007, 2021                                                                        |
| 볼티모어 오리올스/새인트 루이스 브라운스  | 6    | 1922, 1964, 1966, 1970, 1983, 1991                                                                                    |
| 텍사스 레인저스                           | 6    | 1974, 1996, 1998, 1999, 2003, 2010                                                                                    |
| 캘리포니아/애너하임/로즈앤젤레스 에인절스 | 6    | 1979, 2004, 2014, 2016, 2019, 2021                                                                                    |
| 밀워키 브루어스                           | 5    | 1981, 1982, 1989, 2011, 2018                                                                                          |
| 시카고 화이트삭스                         | 5    | 1959, 1972, 1993, 1994, 2020                                                                                          |
| 클리블랜드 인디언스                       | 3    | 1926, 1948, 1953 |
| 시애틀 매리너스                           | 2    | 1997, 2001 |
| 토론토 블루제이스                         | 2    | 1987, 2015 |
| 휴스턴 애스트로스                         | 2    | 1994, 2017 |
| 캔자스시티 로열스                         | 1    | 1980 |
| 샌디에이고 파드리스                       | 1    | 1996 |
| 콜로라도 로키스                           | 1    | 1997 |
| 워싱턴 내셔널스                           | 1    | 2015 |
| 마이애미 말린스                           | 1    | 2017 |
| 애리조나 다이아몬드벡스                   | 0    | 없음 |
| 뉴욕 메츠                                 | 0    | 없음 |
| 탬파베이 레이스                           | 0    | 없음 |

## 같이 보기
- "플레이어스 초이스 어워드" 올해의 선수상 (MLB 전체 포지션에서 수상) (뛰어난 야수나 투수에게 수여하는 상 (각 리그마다))
- 《베이스볼 다이제스트》 올해의 선수상 (1969년부터 1993년까지는 MLB 야수에게만 수상, 1994년부터는 투수가 들어가며 모든 포지션이 수상 대상이 됨)

### 내용주
- a  전체 시즌을 뛰지 않거나 은퇴를 선언한 선수일 경우, 비활동으로 간주한다.
- b  만장일치 수상은 그 선수가 모든 1위 표를 받았다는 것을 의미한다.
- c  토레는 명예의 전당 헌액자이기는 하지만, 선수로 헌액된 것이 아니다. 토레는 2014년에 감독으로 헌액되었다.[135]
- d  1979년에는 에르난데스와 스타겔 둘 다 216 표를 받았다.[13]

### 참조주
1. ↑  “Landis, Kenesaw”. National Baseball Hall of Fame and Museum. 2011년 11월 22일에 원본 문서에서 보존된 문서. 2011년 11월 22일에 확인함.
2. ↑  Gillette, Gary; Palmer, Pete (2007). 《The ESPN Baseball Encyclopedia》 Four판. New York: Sterling Publishing Co. 1763쪽. ISBN 978-1-4027-4771-7.
3. ↑  “Official BBWAA”. 《Twitter.com》. 2020년 10월 28일에 확인함.
4. 1 2 3 4 5 6 7 8  Gillette & Palmer, pp. 1764–1765
5. ↑  Kepner, Tyler (2011년 9월 4일). “Where Do You Find Value? Discussing the M.V.P. Criteria”. 《The New York Times》. SP3면. 2014년 10월 27일에 원본 문서에서 보존된 문서. 2011년 9월 6일에 확인함.
6. ↑  For the definition that appears on the BBWAA ballot (including pitchers and designated hitters), go to Voting FAQ and scroll down. Baseball Writers' Association of America. Retrieved November 7, 2016.
7. 1 2 3  “Major League Baseball's Most Valuable Player Award Winners”. 《Baseball Digest》 (Evanston, Illinois: Century Publishing Co.) 59 (12): 86–89. December 2000. ISSN 0005-609X. 2009년 12월 29일에 확인함.
8. ↑  “Walter Johnson Statistics and History”. 《Baseball-Reference.com》. 2018년 5월 8일에 원본 문서에서 보존된 문서. 2016년 1월 23일에 확인함.
9. ↑  “Alex Rodriguez Statistics”. 《Baseball-Reference.com》. 2010년 7월 12일에 원본 문서에서 보존된 문서. 2009년 12월 3일에 확인함.
10. ↑  “Barry Bonds Statistics”. 《Baseball-Reference.com》. 2011년 7월 3일에 원본 문서에서 보존된 문서. 2009년 12월 3일에 확인함.
11. ↑  “Jimmie Foxx Statistics”. 《Baseball-Reference.com》. 2009년 4월 12일에 원본 문서에서 보존된 문서. 2009년 12월 3일에 확인함.
12. ↑  “Most Valuable Player MVP Awards & Cy Young Awards Winners”. 《Baseball-Reference.com》. 2010년 1월 9일에 원본 문서에서 보존된 문서. 2009년 12월 3일에 확인함.
13. 1 2 3  “Baseball Awards Voting for 1979”. 《Baseball-Reference.com》. 2009년 3월 30일에 원본 문서에서 보존된 문서. 2009년 12월 28일에 확인함.
14. ↑  “Angels star Shohei Ohtani is unanimous American League MVP, becoming first two-way player to win”. 2021년 11월 18일.
15. ↑  Doyle, Havey (1941년 7월 4일). “Mirrors of Sport”. 《Pittsburgh Post-Gazette》. 18면. 2010년 1월 19일에 확인함. [깨진 링크]
16. ↑  Schwartz, Larry. “He was a pain ... but a great pain”. 《ESPN.com》. 2009년 10월 3일에 원본 문서에서 보존된 문서. 2010년 1월 19일에 확인함.
17. ↑  “Baseball Awards Voting for 1911”. 《Baseball-Reference.com》. 2009년 2월 10일에 원본 문서에서 보존된 문서. 2009년 12월 3일에 확인함.
18. ↑  “Baseball Awards Voting for 1912”. 《Baseball-Reference.com》. 2009년 1월 30일에 원본 문서에서 보존된 문서. 2009년 12월 3일에 확인함.
19. ↑  “Baseball Awards Voting for 1913”. 《Baseball-Reference.com》. 2009년 1월 29일에 원본 문서에서 보존된 문서. 2009년 12월 3일에 확인함.
20. ↑  “Baseball Awards Voting for 1914”. 《Baseball-Reference.com》. 2009년 1월 30일에 원본 문서에서 보존된 문서. 2009년 12월 3일에 확인함.
21. ↑  Newman, Mark (2009년 11월 14일). “One of a kind: Another MVP for A-Rod”. 《MLB.com》. 2008년 3월 12일에 원본 문서에서 보존된 문서. 2009년 12월 5일에 확인함.
22. ↑  Gould, Alan (1929년 12월 8일). “Rogers Hornsby Voted Most Valuable Player in National League”. 《Reading Eagle》. 2010년 1월 6일에 확인함.
23. ↑  “Player Award Goes to Hornsby again”. 《The New York Times》. 1929년 12월 8일. S2면.
24. ↑  “Baseball Awards Voting for 1922”. 《Baseball-Reference.com》. 2009년 2월 16일에 원본 문서에서 보존된 문서. 2009년 12월 5일에 확인함.
25. ↑  “Baseball Awards Voting for 1923”. 《Baseball-Reference.com》. 2009년 2월 8일에 원본 문서에서 보존된 문서. 2009년 12월 5일에 확인함.
26. ↑  “Baseball Awards Voting for 1924”. 《Baseball-Reference.com》. 2009년 2월 16일에 원본 문서에서 보존된 문서. 2009년 12월 5일에 확인함.
27. ↑  “Baseball Awards Voting for 1925”. 《Baseball-Reference.com》. 2009년 2월 16일에 원본 문서에서 보존된 문서. 2009년 12월 8일에 확인함.
28. ↑  “Baseball Awards Voting for 1926”. 《Baseball-Reference.com》. 2009년 2월 16일에 원본 문서에서 보존된 문서. 2009년 12월 8일에 확인함.
29. ↑  “Baseball Awards Voting for 1927”. 《Baseball-Reference.com》. 2009년 2월 16일에 원본 문서에서 보존된 문서. 2009년 12월 8일에 확인함.
30. ↑  “Baseball Awards Voting for 1928”. 《Baseball-Reference.com》. 2010년 1월 5일에 원본 문서에서 보존된 문서. 2009년 12월 8일에 확인함.
31. ↑  “Baseball Awards Voting for 1929”. 《Baseball-Reference.com》. 2009년 3월 29일에 원본 문서에서 보존된 문서. 2009년 12월 8일에 확인함.
32. ↑  “Baseball Awards Voting for 1931”. 《Baseball-Reference.com》. 2009년 3월 4일에 원본 문서에서 보존된 문서. 2009년 12월 11일에 확인함.
33. ↑  “Baseball Awards Voting for 1932”. 《Baseball-Reference.com》. 2010년 1월 5일에 원본 문서에서 보존된 문서. 2009년 12월 11일에 확인함.
34. ↑  “Baseball Awards Voting for 1933”. 《Baseball-Reference.com》. 2011년 9월 18일에 원본 문서에서 보존된 문서. 2009년 12월 11일에 확인함.
35. ↑  “Baseball Awards Voting for 1934”. 《Baseball-Reference.com》. 2009년 5월 22일에 원본 문서에서 보존된 문서. 2009년 12월 11일에 확인함.
36. ↑  “Baseball Awards Voting for 1935”. 《Baseball-Reference.com》. 2010년 2월 12일에 원본 문서에서 보존된 문서. 2009년 12월 11일에 확인함.
37. ↑  “Baseball Awards Voting for 1936”. 《Baseball-Reference.com》. 2009년 9월 16일에 원본 문서에서 보존된 문서. 2009년 12월 11일에 확인함.
38. ↑  “Baseball Awards Voting for 1937”. 《Baseball-Reference.com》. 2009년 6월 21일에 원본 문서에서 보존된 문서. 2009년 12월 11일에 확인함.
39. ↑  “Baseball Awards Voting for 1938”. 《Baseball-Reference.com》. 2010년 2월 9일에 원본 문서에서 보존된 문서. 2009년 12월 11일에 확인함.
40. ↑  “Baseball Awards Voting for 1939”. 《Baseball-Reference.com》. 2009년 2월 2일에 원본 문서에서 보존된 문서. 2009년 12월 11일에 확인함.
41. ↑  “Baseball Awards Voting for 1940”. 《Baseball-Reference.com》. 2010년 2월 12일에 원본 문서에서 보존된 문서. 2009년 12월 11일에 확인함.
42. ↑  “Baseball Awards Voting for 1941”. 《Baseball-Reference.com》. 2009년 2월 1일에 원본 문서에서 보존된 문서. 2009년 12월 11일에 확인함.
43. ↑  “Baseball Awards Voting for 1942”. 《Baseball-Reference.com》. 2009년 2월 1일에 원본 문서에서 보존된 문서. 2009년 12월 11일에 확인함.
44. ↑  “Baseball Awards Voting for 1943”. 《Baseball-Reference.com》. 2009년 2월 23일에 원본 문서에서 보존된 문서. 2009년 12월 11일에 확인함.
45. ↑  “Baseball Awards Voting for 1944”. 《Baseball-Reference.com》. 2009년 2월 10일에 원본 문서에서 보존된 문서. 2009년 12월 11일에 확인함.
46. ↑  “Baseball Awards Voting for 1945”. 《Baseball-Reference.com》. 2009년 4월 13일에 원본 문서에서 보존된 문서. 2009년 12월 11일에 확인함.
47. ↑  “Baseball Awards Voting for 1946”. 《Baseball-Reference.com》. 2009년 2월 23일에 원본 문서에서 보존된 문서. 2009년 12월 11일에 확인함.
48. ↑  “Baseball Awards Voting for 1947”. 《Baseball-Reference.com》. 2010년 1월 4일에 원본 문서에서 보존된 문서. 2009년 12월 11일에 확인함.
49. ↑  “Baseball Awards Voting for 1948”. 《Baseball-Reference.com》. 2009년 2월 23일에 원본 문서에서 보존된 문서. 2009년 12월 11일에 확인함.
50. ↑  “Baseball Awards Voting for 1949”. 《Baseball-Reference.com》. 2009년 2월 23일에 원본 문서에서 보존된 문서. 2009년 12월 11일에 확인함.
51. ↑  “Baseball Awards Voting for 1950”. 《Baseball-Reference.com》. 2009년 2월 23일에 원본 문서에서 보존된 문서. 2009년 12월 11일에 확인함.
52. ↑  “Baseball Awards Voting for 1951”. 《Baseball-Reference.com》. 2009년 2월 28일에 원본 문서에서 보존된 문서. 2009년 12월 11일에 확인함.
53. ↑  “Baseball Awards Voting for 1952”. 《Baseball-Reference.com》. 2009년 3월 29일에 원본 문서에서 보존된 문서. 2009년 12월 11일에 확인함.
54. ↑  “Baseball Awards Voting for 1953”. 《Baseball-Reference.com》. 2009년 2월 28일에 원본 문서에서 보존된 문서. 2009년 12월 11일에 확인함.
55. ↑  “Baseball Awards Voting for 1954”. 《Baseball-Reference.com》. 2009년 8월 7일에 원본 문서에서 보존된 문서. 2009년 12월 11일에 확인함.
56. ↑  “Baseball Awards Voting for 1955”. 《Baseball-Reference.com》. 2009년 3월 6일에 원본 문서에서 보존된 문서. 2009년 12월 11일에 확인함.
57. ↑  “Baseball Awards Voting for 1956”. 《Baseball-Reference.com》. 2009년 2월 10일에 원본 문서에서 보존된 문서. 2009년 12월 11일에 확인함.
58. ↑  “Baseball Awards Voting for 1957”. 《Baseball-Reference.com》. 2009년 2월 22일에 원본 문서에서 보존된 문서. 2009년 12월 11일에 확인함.
59. ↑  “Baseball Awards Voting for 1958”. 《Baseball-Reference.com》. 2009년 8월 7일에 원본 문서에서 보존된 문서. 2009년 12월 11일에 확인함.
60. ↑  “Baseball Awards Voting for 1959”. 《Baseball-Reference.com》. 2009년 4월 11일에 원본 문서에서 보존된 문서. 2009년 12월 11일에 확인함.
61. ↑  “Baseball Awards Voting for 1960”. 《Baseball-Reference.com》. 2010년 1월 4일에 원본 문서에서 보존된 문서. 2009년 12월 11일에 확인함.
62. ↑  “Baseball Awards Voting for 1961”. 《Baseball-Reference.com》. 2009년 2월 14일에 원본 문서에서 보존된 문서. 2009년 12월 11일에 확인함.
63. ↑  “Baseball Awards Voting for 1962”. 《Baseball-Reference.com》. 2009년 2월 10일에 원본 문서에서 보존된 문서. 2009년 12월 11일에 확인함.
64. ↑  “Baseball Awards Voting for 1963”. 《Baseball-Reference.com》. 2009년 2월 14일에 원본 문서에서 보존된 문서. 2009년 12월 12일에 확인함.
65. ↑  “Baseball Awards Voting for 1964”. 《Baseball-Reference.com》. 2009년 3월 30일에 원본 문서에서 보존된 문서. 2009년 12월 12일에 확인함.
66. ↑  “Baseball Awards Voting for 1965”. 《Baseball-Reference.com》. 2009년 3월 30일에 원본 문서에서 보존된 문서. 2009년 12월 12일에 확인함.
67. ↑  “Baseball Awards Voting for 1966”. 《Baseball-Reference.com》. 2009년 2월 23일에 원본 문서에서 보존된 문서. 2009년 12월 12일에 확인함.
68. ↑  “Baseball Awards Voting for 1967”. 《Baseball-Reference.com》. 2010년 2월 12일에 원본 문서에서 보존된 문서. 2009년 12월 12일에 확인함.
69. ↑  “Baseball Awards Voting for 1968”. 《Baseball-Reference.com》. 2009년 3월 30일에 원본 문서에서 보존된 문서. 2009년 12월 12일에 확인함.
70. ↑  “Baseball Awards Voting for 1969”. 《Baseball-Reference.com》. 2009년 2월 1일에 원본 문서에서 보존된 문서. 2009년 12월 12일에 확인함.
71. ↑  “Baseball Awards Voting for 1970”. 《Baseball-Reference.com》. 2009년 2월 22일에 원본 문서에서 보존된 문서. 2009년 12월 12일에 확인함.
72. ↑  “Baseball Awards Voting for 1971”. 《Baseball-Reference.com》. 2009년 3월 30일에 원본 문서에서 보존된 문서. 2009년 12월 12일에 확인함.
73. ↑  “Baseball Awards Voting for 1972”. 《Baseball-Reference.com》. 2009년 8월 31일에 원본 문서에서 보존된 문서. 2009년 12월 12일에 확인함.
74. ↑  “Baseball Awards Voting for 1973”. 《Baseball-Reference.com》. 2009년 2월 28일에 원본 문서에서 보존된 문서. 2009년 12월 12일에 확인함.
75. ↑  “Baseball Awards Voting for 1974”. 《Baseball-Reference.com》. 2009년 3월 6일에 원본 문서에서 보존된 문서. 2009년 12월 28일에 확인함.
76. ↑  “Baseball Awards Voting for 1975”. 《Baseball-Reference.com》. 2009년 4월 21일에 원본 문서에서 보존된 문서. 2009년 12월 28일에 확인함.
77. ↑  “Baseball Awards Voting for 1976”. 《Baseball-Reference.com》. 2009년 3월 29일에 원본 문서에서 보존된 문서. 2009년 12월 28일에 확인함.
78. ↑  “Baseball Awards Voting for 1977”. 《Baseball-Reference.com》. 2010년 2월 12일에 원본 문서에서 보존된 문서. 2009년 12월 28일에 확인함.
79. ↑  “Baseball Awards Voting for 1978”. 《Baseball-Reference.com》. 2009년 2월 28일에 원본 문서에서 보존된 문서. 2009년 12월 28일에 확인함.
80. ↑  “Don Baylor 1979 Batting Splits - Baseball-Reference.com”. 《Baseball-Reference.com》. 2017년 10월 18일에 원본 문서에서 보존된 문서. 2018년 5월 7일에 확인함.
81. ↑  “Baseball Awards Voting for 1980”. 《Baseball-Reference.com》. 2010년 1월 4일에 원본 문서에서 보존된 문서. 2009년 12월 28일에 확인함.
82. ↑  “Baseball Awards Voting for 1981”. 《Baseball-Reference.com》. 2009년 2월 10일에 원본 문서에서 보존된 문서. 2009년 12월 28일에 확인함.
83. ↑  “Baseball Awards Voting for 1982”. 《Baseball-Reference.com》. 2010년 1월 4일에 원본 문서에서 보존된 문서. 2009년 12월 28일에 확인함.
84. ↑  “Baseball Awards Voting for 1983”. 《Baseball-Reference.com》. 2009년 3월 30일에 원본 문서에서 보존된 문서. 2009년 12월 28일에 확인함.
85. ↑  “Baseball Awards Voting for 1984”. 《Baseball-Reference.com》. 2010년 1월 4일에 원본 문서에서 보존된 문서. 2009년 12월 28일에 확인함.
86. ↑  “Baseball Awards Voting for 1985”. 《Baseball-Reference.com》. 2010년 1월 4일에 원본 문서에서 보존된 문서. 2009년 12월 28일에 확인함.
87. ↑  “Baseball Awards Voting for 1986”. 《Baseball-Reference.com》. 2008년 4월 15일에 원본 문서에서 보존된 문서. 2009년 12월 28일에 확인함.
88. ↑  “Baseball Awards Voting for 1987”. 《Baseball-Reference.com》. 2010년 1월 4일에 원본 문서에서 보존된 문서. 2009년 12월 28일에 확인함.
89. ↑  “Baseball Awards Voting for 1988”. 《Baseball-Reference.com》. 2009년 3월 28일에 원본 문서에서 보존된 문서. 2009년 12월 28일에 확인함.
90. ↑  “Baseball Awards Voting for 1989”. 《Baseball-Reference.com》. 2011년 2월 23일에 원본 문서에서 보존된 문서. 2009년 12월 28일에 확인함.
91. ↑  “Baseball Awards Voting for 1990”. 《Baseball-Reference.com》. 2008년 4월 15일에 원본 문서에서 보존된 문서. 2009년 12월 28일에 확인함.
92. ↑  “Baseball Awards Voting for 1991”. 《Baseball-Reference.com》. 2008년 4월 10일에 원본 문서에서 보존된 문서. 2009년 12월 28일에 확인함.
93. ↑  “Baseball Awards Voting for 1992”. 《Baseball-Reference.com》. 2008년 4월 6일에 원본 문서에서 보존된 문서. 2009년 12월 28일에 확인함.
94. ↑  “Baseball Awards Voting for 1993”. 《Baseball-Reference.com》. 2008년 4월 14일에 원본 문서에서 보존된 문서. 2009년 12월 28일에 확인함.
95. ↑  “Baseball Awards Voting for 1994”. 《Baseball-Reference.com》. 2008년 5월 9일에 원본 문서에서 보존된 문서. 2009년 12월 28일에 확인함.
96. ↑  “Baseball Awards Voting for 1995”. 《Baseball-Reference.com》. 2008년 4월 18일에 원본 문서에서 보존된 문서. 2009년 12월 28일에 확인함.
97. ↑  “Baseball Awards Voting for 1996”. 《Baseball-Reference.com》. 2011년 2월 23일에 원본 문서에서 보존된 문서. 2009년 12월 28일에 확인함.
98. ↑  “Baseball Awards Voting for 1997”. 《Baseball-Reference.com》. 2008년 4월 9일에 원본 문서에서 보존된 문서. 2009년 12월 28일에 확인함.
99. ↑  “Baseball Awards Voting for 1998”. 《Baseball-Reference.com》. 2008년 4월 14일에 원본 문서에서 보존된 문서. 2009년 12월 28일에 확인함.
100. ↑  “Baseball Awards Voting for 1999”. 《Baseball-Reference.com》. 2011년 2월 23일에 원본 문서에서 보존된 문서. 2009년 12월 28일에 확인함.
101. ↑  “Baseball Awards Voting for 2000”. 《Baseball-Reference.com》. 2009년 8월 31일에 원본 문서에서 보존된 문서. 2009년 12월 28일에 확인함.
102. ↑  “Baseball Awards Voting for 2001”. 《Baseball-Reference.com》. 2009년 2월 10일에 원본 문서에서 보존된 문서. 2009년 12월 28일에 확인함.
103. 1 2  “Albert Pujols of St. Louis Cardinals is unanimous National League MVP”. ESPN. The Associated Press. 2009년 11월 25일. 2010년 2월 9일에 원본 문서에서 보존된 문서. 2010년 7월 14일에 확인함.
104. ↑  “Baseball Awards Voting for 2002”. 《Baseball-Reference.com》. 2010년 1월 4일에 원본 문서에서 보존된 문서. 2009년 12월 28일에 확인함.
105. ↑  “Baseball Awards Voting for 2003”. 《Baseball-Reference.com》. 2011년 2월 23일에 원본 문서에서 보존된 문서. 2009년 12월 28일에 확인함.
106. ↑  “Baseball Awards Voting for 2004”. 《Baseball-Reference.com》. 2010년 1월 9일에 원본 문서에서 보존된 문서. 2009년 12월 28일에 확인함.
107. ↑  “Baseball Awards Voting for 2005”. 《Baseball-Reference.com》. 2010년 1월 4일에 원본 문서에서 보존된 문서. 2009년 12월 28일에 확인함.
108. ↑  “Baseball Awards Voting for 2006”. 《Baseball-Reference.com》. 2009년 2월 14일에 원본 문서에서 보존된 문서. 2009년 12월 28일에 확인함.
109. ↑  “Baseball Awards Voting for 2007”. 《Baseball-Reference.com》. 2009년 2월 18일에 원본 문서에서 보존된 문서. 2009년 12월 28일에 확인함.
110. ↑  “Baseball Awards Voting for 2008”. 《Baseball-Reference.com》. 2010년 1월 5일에 원본 문서에서 보존된 문서. 2009년 12월 28일에 확인함.
111. ↑  “Baseball Awards Voting for 2009”. 《Baseball-Reference.com》. 2009년 11월 22일에 원본 문서에서 보존된 문서. 2009년 12월 3일에 확인함.
112. ↑  “Rangers Outfielder Josh Hamilton Honored”. 《Baseball Writers' Association of America》. 2012년 7월 7일에 원본 문서에서 보존된 문서. 2010년 11월 23일에 확인함.
113. ↑  “Reds' Joey Votto Runs Away With Award”. 《Baseball Writers' Association of America》. 2012년 7월 1일에 원본 문서에서 보존된 문서. 2010년 11월 22일에 확인함.
114. ↑  “Justin Verlander Completes Rare Double, Adding MVP to Cy Young”. 《Baseball Writers' Association of America》. 2012년 7월 10일에 원본 문서에서 보존된 문서. 2011년 11월 21일에 확인함.
115. ↑  “Ryan Braun Slugs His Way to Award”. 《Baseball Writers' Association of America》. 2012년 7월 1일에 원본 문서에서 보존된 문서. 2011년 11월 22일에 확인함.
116. ↑  “Mike Trout Highest WAR at Youngest Age”. 《Baseball Writers' Association of America》. 2012년 7월 10일에 원본 문서에서 보존된 문서. 2012년 11월 15일에 확인함.
117. ↑  “YadierMolina”. Baseball Writers' Association of America. 2013년 3월 13일에 확인함.
118. ↑  “Miguel Cabrera Goes Back-to-Back”. 《Baseball Writers' Association of America》. 2013년 11월 14일에 확인함.
119. ↑  “Andrew McCutchen Wins Pirates' 1st MVP since 1992”. 《Baseball Writers' Association of America》. 2013년 11월 14일에 확인함.
120. ↑  “Clayton Kershaw, Dodgers”. 《Baseball Writers' Association of America》. 2015년 1월 19일에 확인함.
121. ↑  “Mike Trout, Angels”. 《Baseball Writers' Association of America》. 2015년 1월 19일에 확인함.
122. ↑  “Josh Donaldson, Blue Jays”. 《Baseball Writer's Association of America》. 2016년 11월 7일에 확인함.
123. ↑  “Bryce Harper, Nationals”. 《Baseball Writers' Association of America》. 2016년 11월 7일에 확인함.
124. ↑  “Angels' Mike Trout wins second AL MVP, outpoints Red Sox's Mookie Betts”. 《usatoday.com》. 2017년 11월 17일에 원본 문서에서 보존된 문서. 2018년 5월 7일에 확인함.
125. ↑  “Marlins' Giancarlo Stanton wins NL MVP Award”. 《mlb.com》. 2018년 10월 2일에 확인함.
126. ↑  “Red Sox's Mookie Betts, Brewers' Christian Yelich win 2018 MLB MVP honors”. 《cbssports.com》. 2018년 10월 15일에 확인함.
127. ↑  “Angel's Mike Trout, Dodgers' Cody Bellinger win 2019 MLB MVP honors”. 《mlb.com》. 2019년 11월 14일에 확인함.
128. ↑  “Abreu, Freeman both 1st-time MVP winners”. 《mlb.com》. 2020년 11월 12일에 확인함.
129. ↑  “A 2-time and a 2-way MVP in Bryce, Ohtani”. 《mlb.com》. 2021년 11월 18일에 확인함.
130. ↑  “Paul Goldschmidt wins the 18th MVP in Cardinals' history, most in the National League”. 《BBWAA.com》.
131. ↑  “Angels' Shohei Ohtani makes history with 2nd unanimous MVP selection”.
132. ↑  “Unanimous MVPs Judge, Ohtani made it a no-doubter with historic seasons”. 《mlb.com》. 2024년 11월 21일에 확인함.
133. ↑  Gillette & Palmer, pp. 1755–1760
134. ↑  “Baseball Hall of Fame Inductees”. 《Baseball-Reference.com》. 2010년 1월 4일에 원본 문서에서 보존된 문서. 2009년 12월 3일에 확인함.
135. ↑  “Joe Torre”. National Baseball Hall of Fame and Museum. 2014년 11월 15일에 원본 문서에서 보존된 문서. 2014년 11월 13일에 확인함.